# Allegheny Valley Street Railway

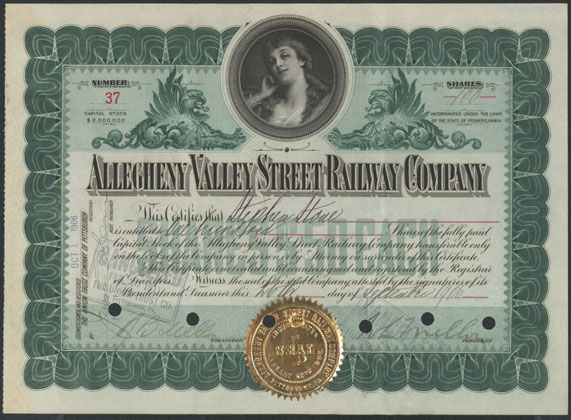
Aktie der Allegheny Valley Street Railway Company vom 26. September 1906

Die Allegheny Valley Street Railway war ein Überlandstraßenbahnbetrieb im US-Bundesstaat Pennsylvania. Das insgesamt 32,5 Kilometer lange Netz verband die Orte Aspinwall, Tarentum, New Kensington und Natrona.
Zunächst wurde am 12. April 1893 die Allegheny Valley Street Railway Company gegründet, konnte jedoch nicht genügend Geld aufbringen, um mit dem Bau einer Straßenbahnstrecke beginnen zu können. Am 29. Januar 1906 wurde die Gesellschaft unter gleichem Namen neu gegründet und erhielt die Konzession zum Bau und Betrieb eines Straßenbahnnetzes im Tal des Allegheny River. Die Bahn wurde im gleichen Jahr eröffnet. Die Strecke war in der in Pennsylvania weit verbreiteten Spurweite von 5 Fuß 2½ Zoll (1588 Millimetern) gebaut und wurde mit 650 Volt Gleichstrom betrieben. Depot, Hauptsitz und Werkstatt der Bahn befanden sich in Tarentum.
Die Bahngesellschaft betrieb folgende Linien:
- Aspinwall–Blawnox–Springdale–New Kensington (17 km, alle 30 Minuten)
- Natrona–Tarentum–New Kensington–Arnold (11,5 km, alle 30 Minuten)
- Natrona–Tarentum–New Kensington–Parnassus (11,5 km, alle 30 Minuten)

Auf dem Abschnitt von Natrona nach New Kensington ergab sich somit ein 15-Minuten-Takt. In Aspinwall bestand Übergang auf die Straßenbahn Pittsburgh, in Tarentum auf die Straßenbahn Tarentum–Birdsville. 1912 erwarben die West Penn Railways die Bahngesellschaft und führten einen durchlaufenden Betrieb über Aspinwall über die Gleise der Straßenbahn Pittsburgh nach Pittsburgh ein. Die Endstelle in Pittsburgh befand sich an der Kreuzung 6. Straße/Penn Street. Bereits um 1917 wurde dieser durchlaufende Verkehr wieder eingestellt. 1930 wurden neue, leichtere Fahrzeuge beschafft, um die Betriebskosten zu senken. Nach schweren Überschwemmungen im März 1936 musste die Strecke wiederaufgebaut werden. Im darauffolgenden Jahr plante der Bundesstaat Pennsylvania, die Landstraße zu verbreitern, weswegen die Straßenbahn am 22. Mai 1937 stillgelegt wurde. Die Fahrzeuge wurden in den Betriebsteil in Connellsville der West Penn Railways umgesetzt.